# دير مونكيرموث جارو

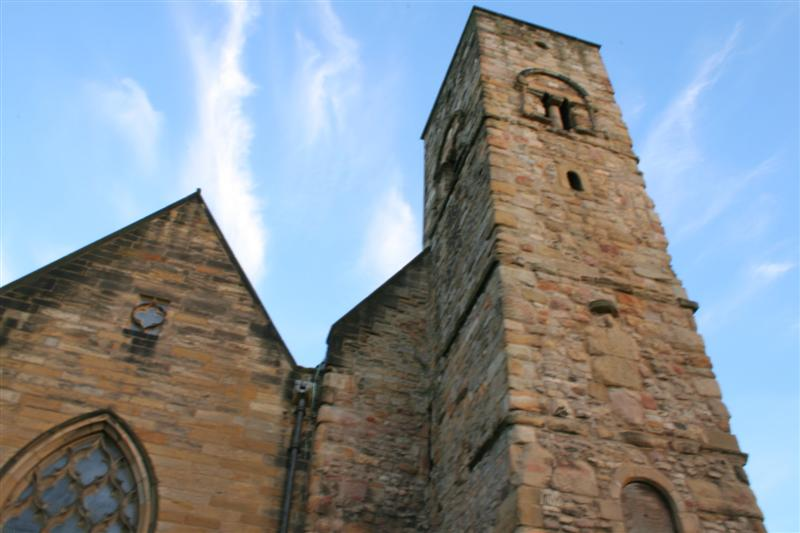
دير مونكيرموث جارو

كنيسة دير القديس بطرس والقديس بولس، في مونكيرموث وجارو، المعروفة اختصارًا باسم دير مونكوثرموث جارو: هي دير مزدوج (أي دير يتألف من مجتمع منفصل من الرهبان والراهبات المشتركين في مؤسسة واحدة) بينديكتيًا (يتبع نظام القديس بينديكت) في مملكة نورثمبريا بإنكلترا.
كان مسكن الرهبان في كنيسة القديس بطرس، في مونكويرموث -الواقع على نهر وير- أول مسكن يُبنى في الدير، وقد تأسس عامي 674 و675 ميلادي. أصبح الدير مزدوجًا مع تأسيس مسكن القديس بولس، في جارو، الواقع على نهر تاين في عامي 684 و685 ميلادي. أصبح كل من مسكني مونكيرموث (في منطقة سندرلاند اليوم) وجارو الآن في مقاطعة تاين ووير الحضرية. أصبح الدير مركزًا للتعليم الأنجلوسكسوني، إذ خرج منه بيدا، أكبر باحث أنجلوسكسوني.
نهب المغيرون الفايكنغ كلا المسكنين، وفي القرن التاسع تم التخلي عن الدير. كانت هناك محاولة مقتضبة لإحيائهما بعد غزو النورمان لإنجلترا في القرن الحادي عشر. جُدد البيتان في أوائل القرن الرابع عشر باعتبارهما حجرات لدير درهام. سُلّم المسكنان للتاج البريطاني عام 1536 وحُلّا في ذلك العام.
نجت كنيستا الدير، منذ فترة عمليات حلّ الأديرة، ككنائس أبرشية باسم مونكيرموث وجارو. تحولت مجموعتان من مباني الرهبان إلى خراب. يوجد في جارو بقايا كبيرة نجت بجانب كنيسة القديس بولس.
يُعتبر موقع كل مسكن نصب تذكاري مُجدّول (أي مبنى معماري أو تاريخي مهم في المملكة المتحدة). تُعد كنيسة القديس بطرس في موقع مونكيرموث مبنى مدرجًا من الطراز الأول. تُعد كل من كنيسة القديس بطرس وأطلال الدير في موقع جارو مباني مدرجة من الطراز الأول. في عام 2011، رشحت المملكة المتحدة كامل موقع دير مونكيرموث جارو لليونسكو لتعيينه موقعًا من التراث العالمي.

## الفترة الأنجلوسكسونية

### التأسيس
أسس بينديكت بيسكوب دير القديس بطرس في مونكويرموث عام 674 على أرض وهبها الملك إغفريث ملك نورثمبريا. سعى بينديكت لبناء دير نموذجي لإنجلترا، إذ شارك معرفته بتجربة التقاليد الرومانية في منطقة تأثرت سابقًا بالمسيحية الكلتية النابعة من مبشري ميلروز وإيونا. أعفى خطاب بابوي عام 678 الدير من السيطرة الخارجية.
في عام 682، كان الملك سعيدًا بالنجاح في كنيسة القديس بطرس لدرجة أنه منح بينديكت أرضًا في جارو، حيث حثه على بناء دير ثانٍ. بُني هذا الدير الذي يحمل اسم القديس بولس عام 685. عيّن بينديكت سولفريث رئيسًا له، إذ أخذه معه من مونكيرموث إلى رهبان جارو، الذين كان من ضمنهم بيدا الشاب.
كان الديران من أوائل المباني الحجرية التي بُنيت في مملكة إنجليزية. لم يكن في إنجلترا أي عمال بناء، لذا أحضر بينديكت بنّائين من إمبراطورية الفرنجة. أراد بينديكت نوافذ زجاجية، والتي كانت غير مألوفة في إنجلترا، لذلك أحضر صانعي الزجاج أيضًا من الفرنجة. كان لدى صانعي الزجاج ورشة عمل في مونكيرموث، على نهر وير بالقرب من الدير.
كان بينديكت يسافر كثيرًا في أراضي أوروبا، وقد جلب كتبًا ومواد أخرى من روما ودير ليرينز. فأقنع جون -رئيس جوقة الترتيل في كنيسة القديس بطرس في روما- بالقدوم لتعليم الترتيل الغريغوري في الدير.
غالبًا ما يشار إلى الدير المزدوج اختصارًا باسم «جارو»، على الرغم من أن مسكنه يبعد 7 أميال (11 كم). كان بينديكت نفسه أول رئيس للدير، وازدهر الدير تحت قيادته، وقيادة خلفائه إيوستيروين، وسولفريث وغيرهم، لمدة 200 عام. نصّب بينديكت -عند مغادرته إنجلترا إلى روما في عام 686- سولفريث في منصب رئيس الدير في جارو وإيوستيروين في مونكويرث، لكن قبل وفاته، كتب في وصيته أن الموقعين يجب أن يؤديا وظيفة «دير واحد في مكانين».